# Santuario de San Francisco de Paula
El santuario regional de San Francesco da Paola se eleva 178 metros sobre el nivel del mar en la parte alta y montañosa de la localidad de Paola, lugar de nacimiento de San Francisco, en un valle bordeado por un arroyo y rico en vegetación. Es destino de peregrinación de todo el sur de Italia, especialmente de Calabria, de la que San Francisco es patrón. Alberga parte de los restos del santo (los restantes se encuentran en Tours, Francia).
En octubre de 1921 el Papa Benedicto XV elevó el santuario al rango de basílica menor.
En el año 2000, con motivo del Jubileo, se abrió al culto una nueva sala litúrgica diseñada por Sandro Benedetti.
El 3 de marzo de 2020, la Conferencia Episcopal de Calabria elevó la basílica de San Francesco da Paola a santuario regional con motivo del 500 aniversario de la canonización del santo.

## Santuarios

### La basílica antigua
La antigua basílica, de estilo renacentista tardío, que data del siglo XVI, se compone de una gran sala principal, bastante desnuda, y de una sola nave lateral a la derecha, a lo largo de la cual se encuentran cuatro pequeñas capillas, que culminan en la suntuosa capilla barroca. que alberga las pocas reliquias de San Francisco que llegaron a Paola, entre ellas algunas de sus ropas, fragmentos de huesos y un diente.
En el claustro del santuario, cerrado al exterior con ventanas, se encuentra la rosaleda del santo, que hoy constituye un gran jardín, y alberga en sus paredes interiores frescos que representan los principales episodios de la vida del santo, muchos de los cuales están relacionados con leyendas. Contigua a ella se encuentra la ermita (que data de 1436): un conjunto de estrechos espacios subterráneos que constituyeron el primer núcleo del monasterio del santo y sus hermanos. Entre el claustro y la antigua basílica se levanta el campanario del templo.

#### Vía de los Milagros
A la derecha de la entrada a la antigua basílica hay un arco desde el que comienza la "Via dei Miracoli" y se extiende a lo largo de la parte lateral de la basílica. Inmediatamente enfrente se puede acceder al horno con el que San Francisco de Paola coció los ladrillos para construir el santuario y en el que los trabajadores arrojaron los huesos de su querido corderito Martinello, al que resucitó. A lo largo de la Via dei Miracoli se encuentra una bomba de la Segunda Guerra Mundial lanzada en agosto de 1943 por los angloamericanos en el arroyo y milagrosamente sin explotar, y luego en la "Fonte della cucchiarella", en la que suelen beber los peregrinos. Siguiendo más adelante, se puede vadear el río cruzando el sugerente Puente del Diablo (en el que se puede ver la que, según la leyenda, es la huella dejada por el diablo), que conduce a la "Cueva de la Penitencia", en la que el Santo pasó Cinco años de aislamiento absoluto. Luego se sigue un camino que discurre junto al arroyo donde se lavó y castigó San Francisco de Paula cuando concibió pensamientos impuros y que finalmente conduce a la ermita.

### Nueva Basílica
Frente al santuario hay una gran plaza, en cuyo borde se encuentra la fachada principal del templo.</br> Ingresando al santuario por la entrada principal, se accede a dos salas iniciales semiabiertas. En la primera se conservan varias lápidas, datadas entre los siglos XVI y XX, que recuerdan diversos aniversarios y acontecimientos relativos al santuario, mientras que la segunda es el propio pronaos de la antigua basílica.

#### Aparato iconográfico
Dentro de la nueva basílica hay un fresco de alrededor 20m², tres lienzos al óleo de aproximadamente 200x250cm y un lienzo de 440x214cm, 4 bóvedas de crucería triangulares de 4x3m y un retablo de 250x150cm, todas obras del pintor neomanierista Bruno d'Arcevia, quien las creó en el período 1997-1998.

#### Órgano de tubos
El órgano con transmisión electrónica informatizada por radio, del nuevo Santuario de San Francisco en Paola, fue construido por la empresa Mascioni en 2004. El material sonoro se coloca dentro de un gran nicho elevado, con exhibiciones en múltiples campos, ubicado en la cabecera derecha del aula. El instrumento fue diseñado por Franco Nicora y está dividido en 44 registros para un total de aproximadamente 2900 tubos; su consola, mueble independiente, dispone de 3 teclados y pedales.

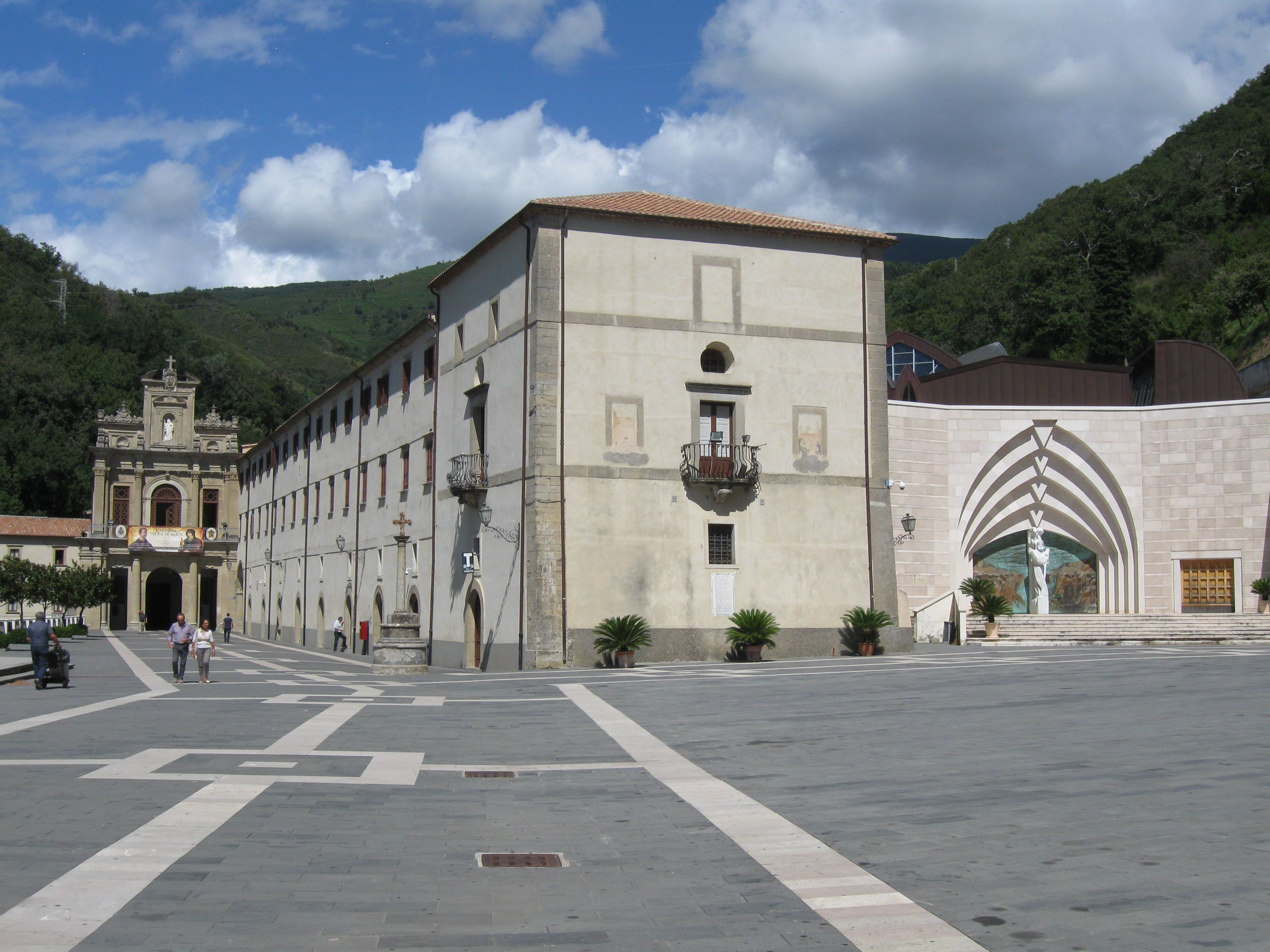
La plaza de entrada del santuario
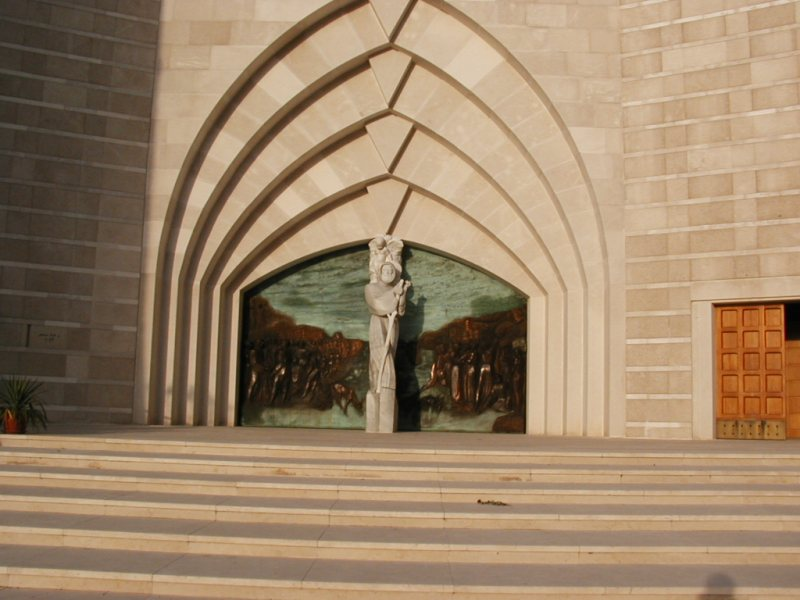
El portal de la nueva basílica
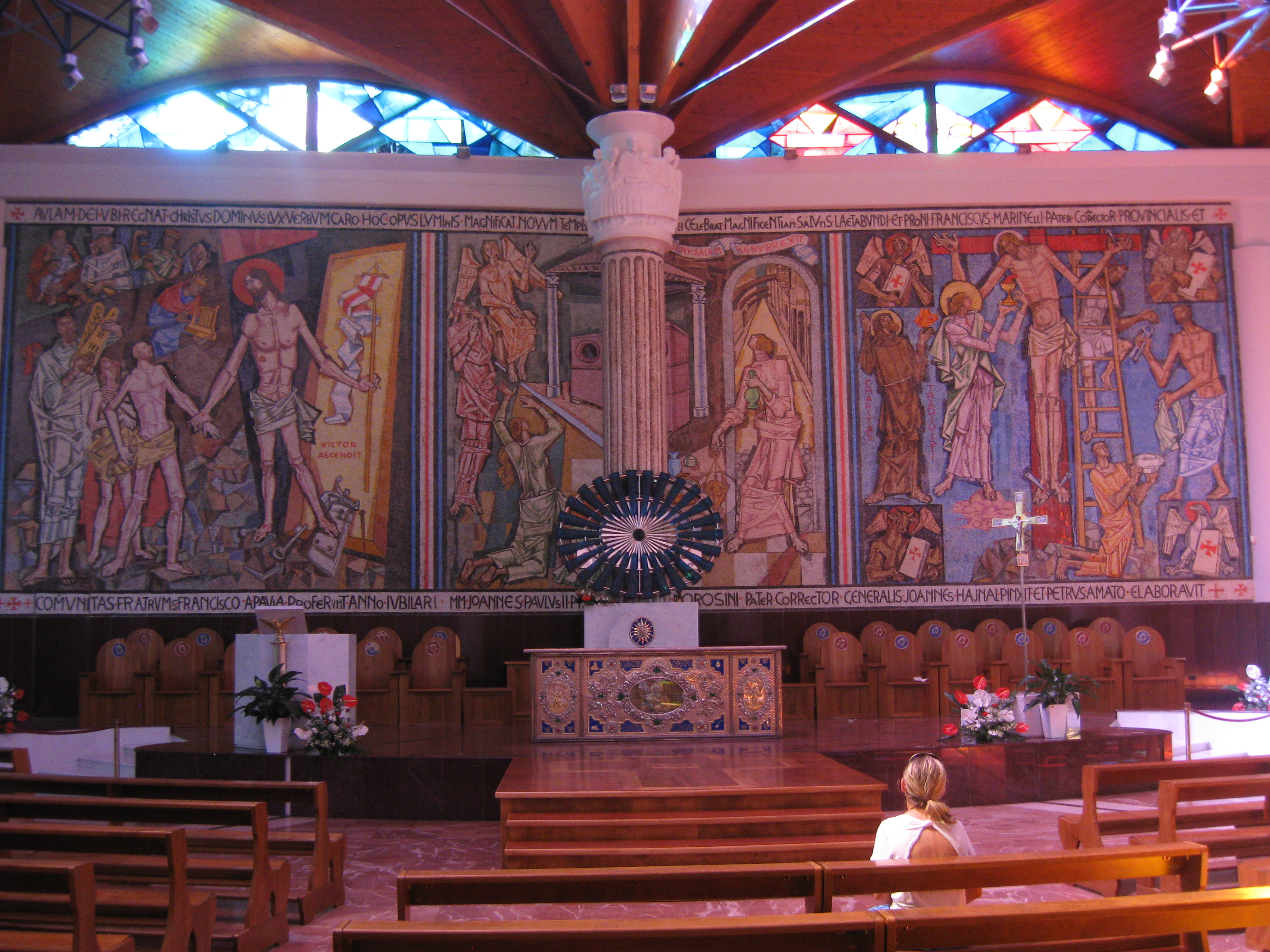
El interior de la nueva basílica
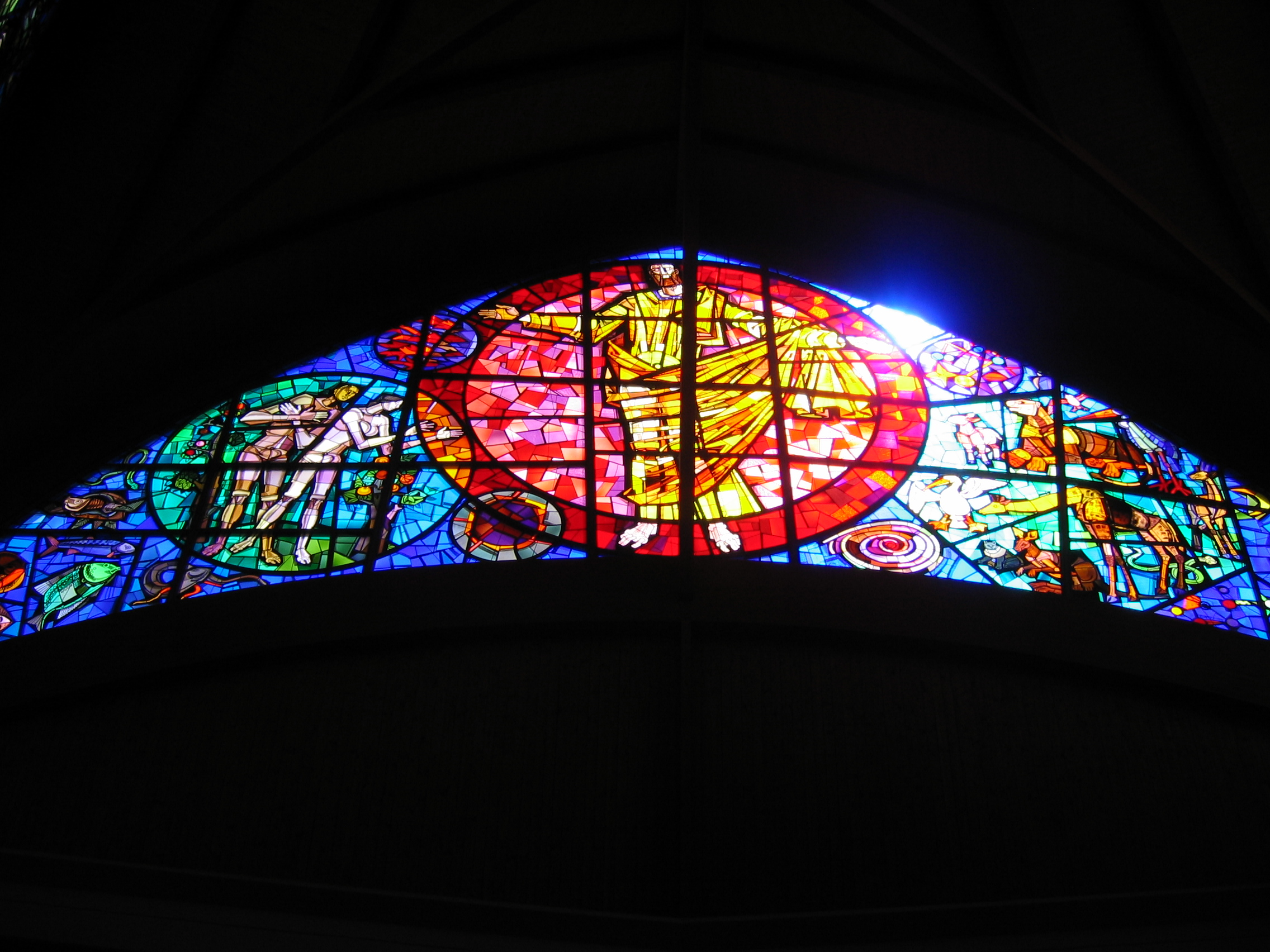
Vidriera dentro de la nueva basílica
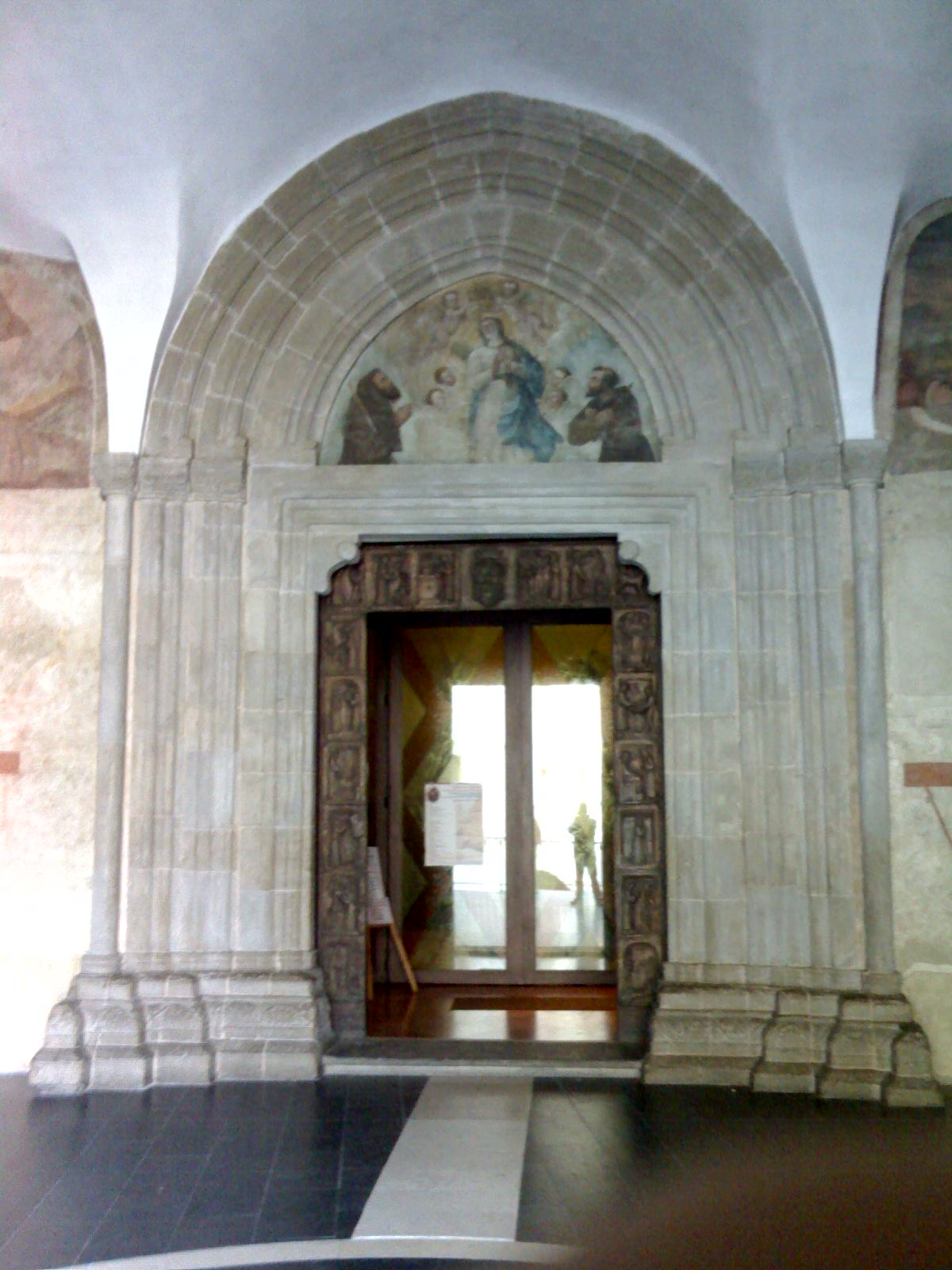
Portal de la antigua basílica del santuario
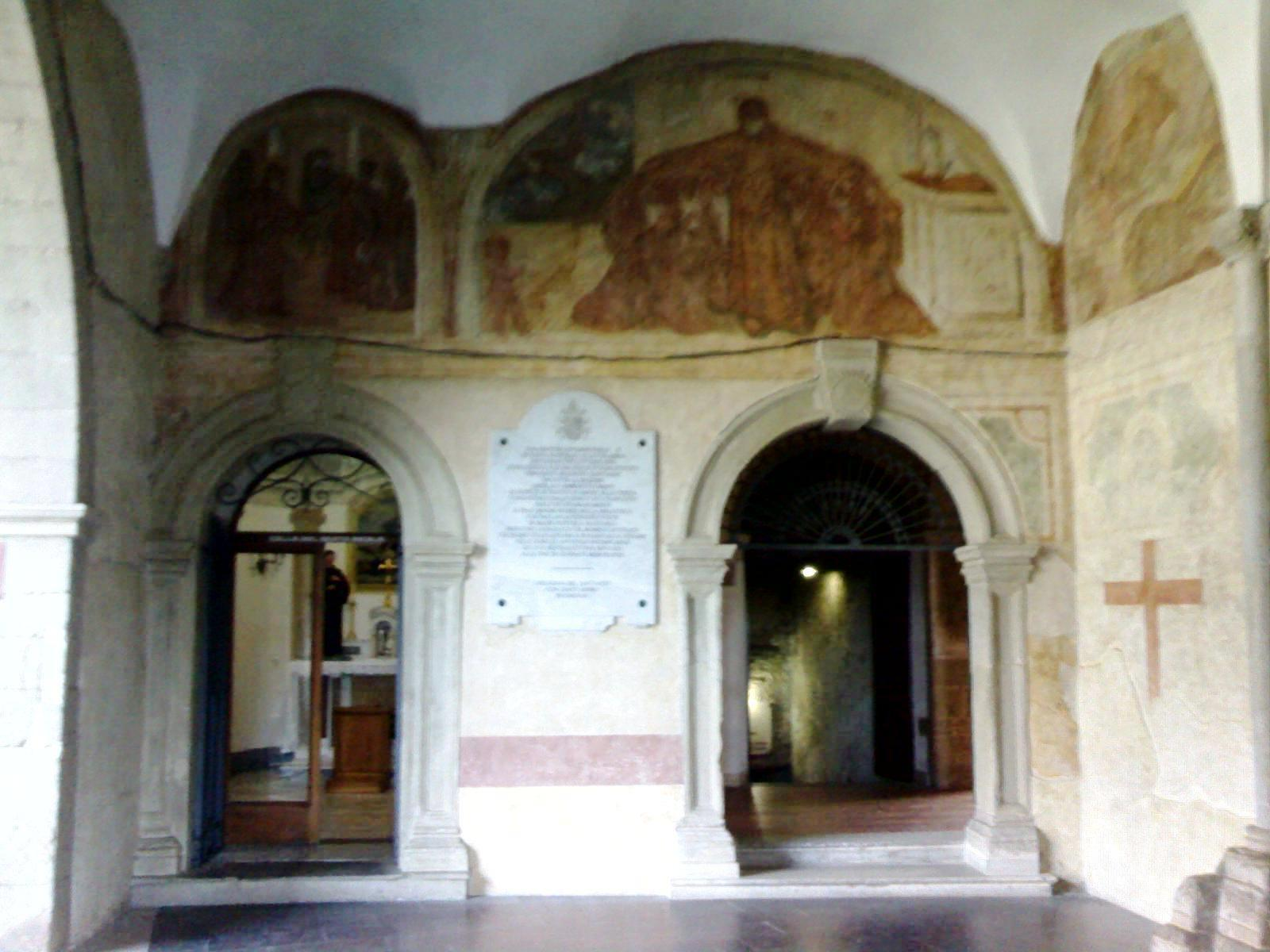
Pronaos de la antigua basílica del santuario: al lado derecho la entrada a la ermita del santo y el claustro, a la izquierda la bodega del Beato Nicolás
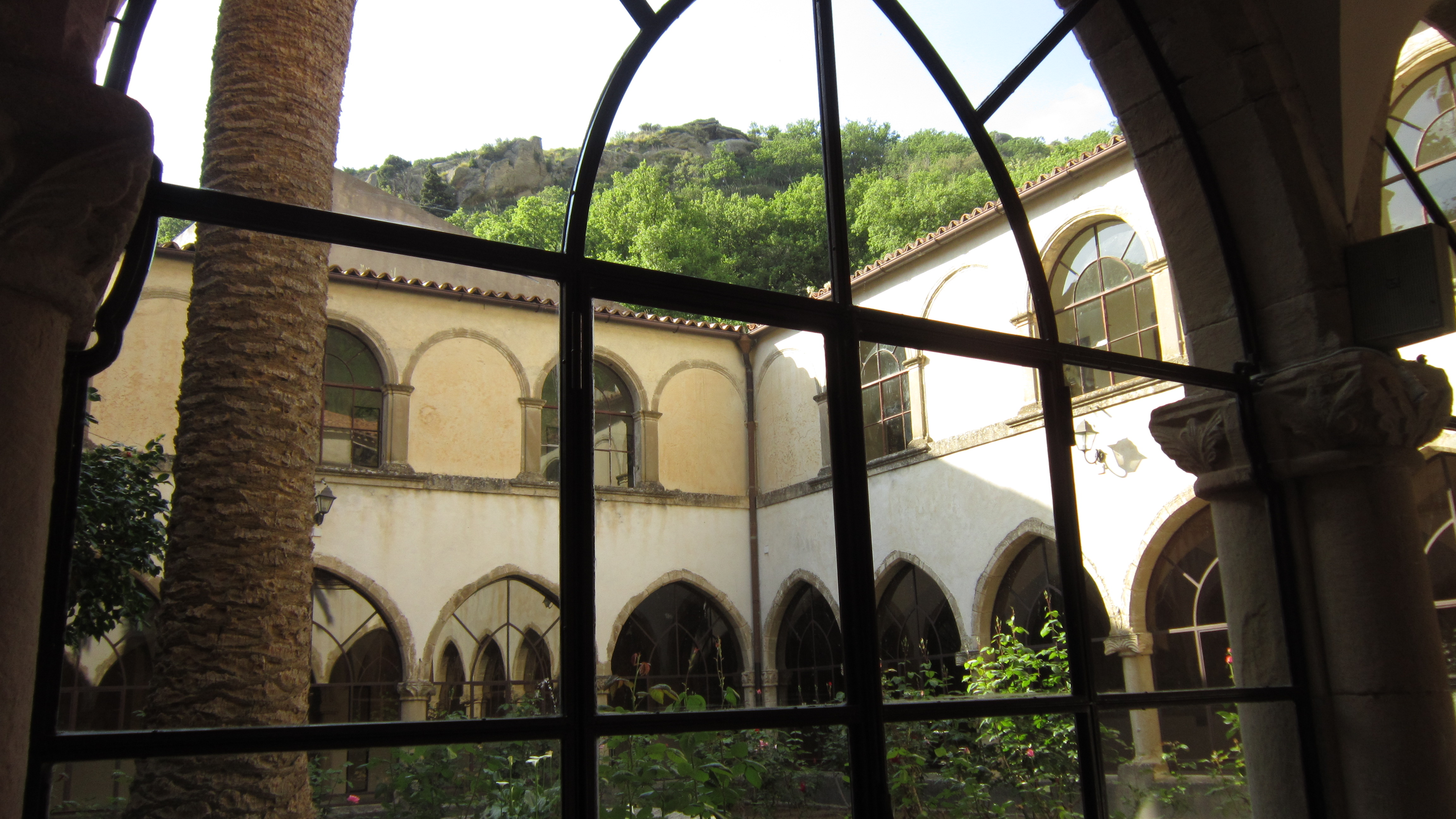
Claustro
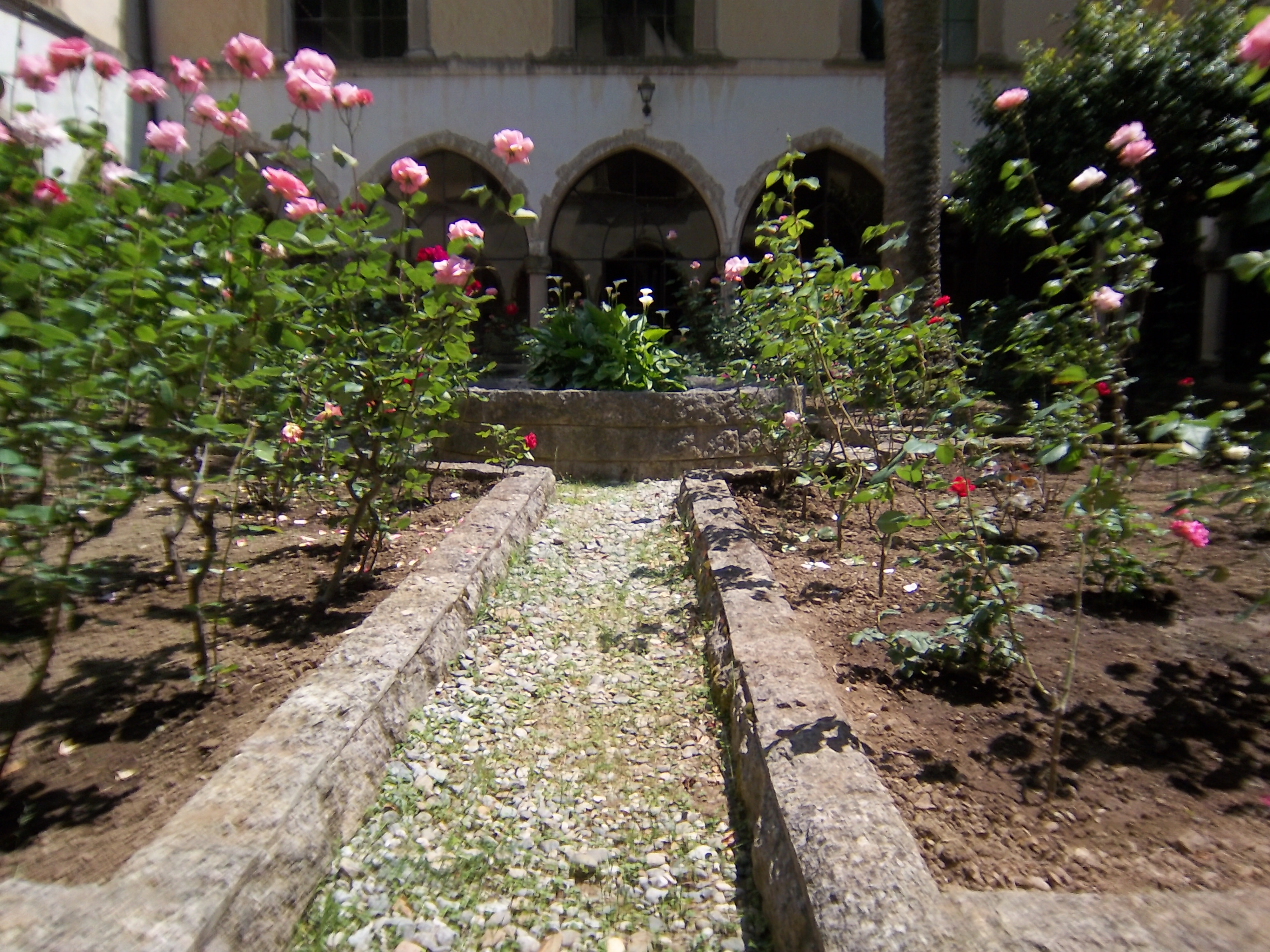
Claustro
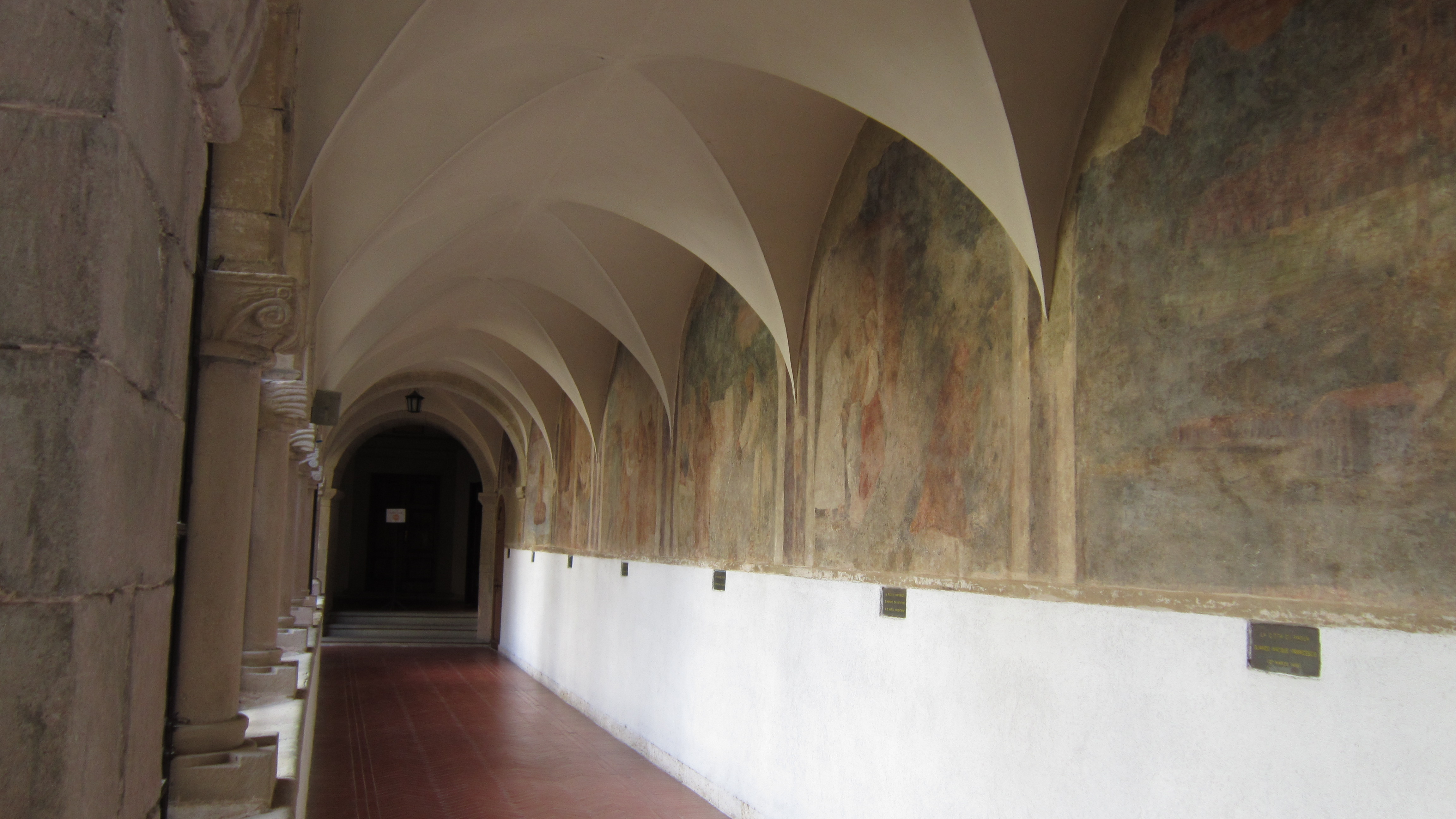
Galería de frescos adyacente al claustro
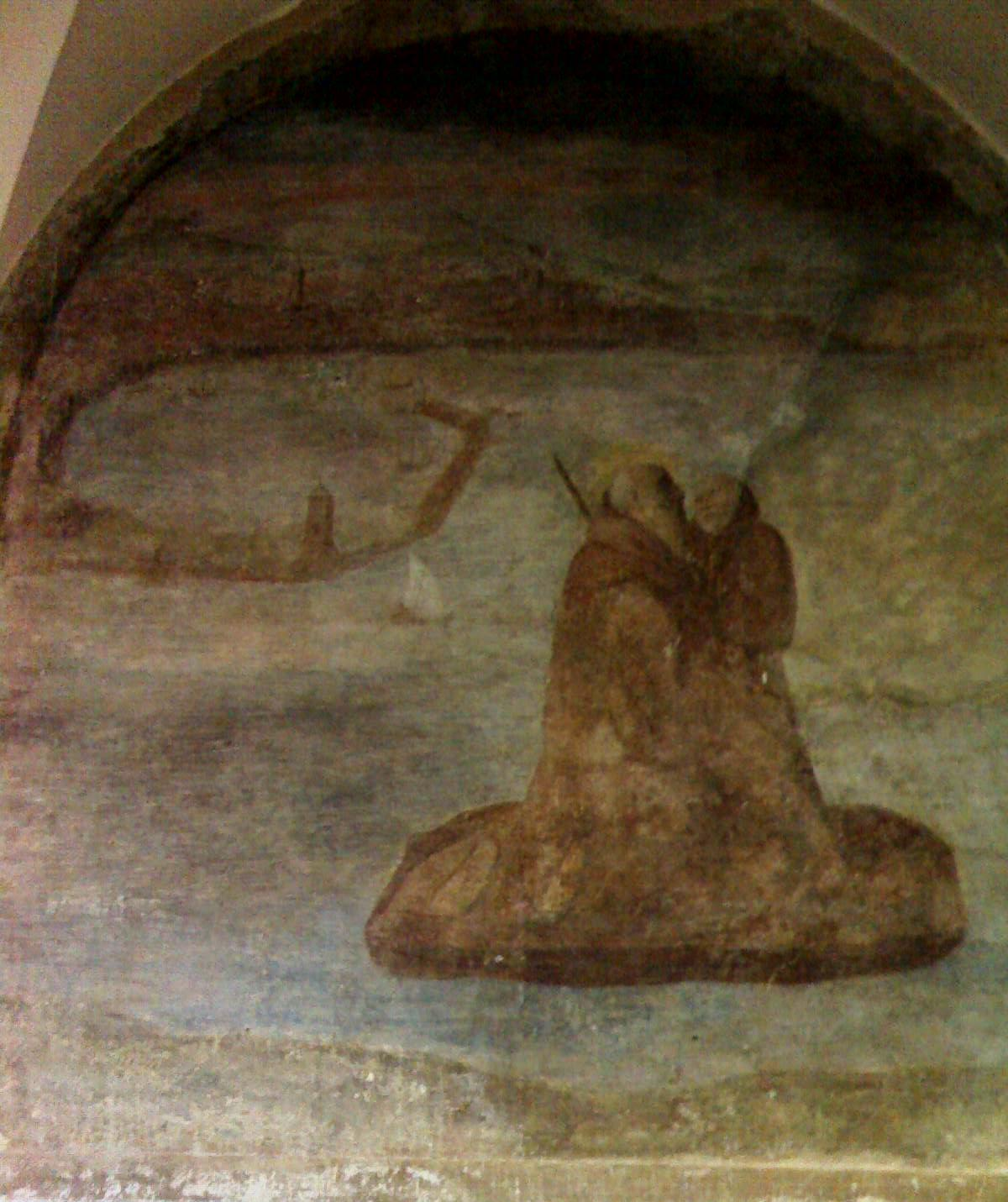
Fresco en el claustro del santuario que representa a San Francisco cruzando las aguas de la calle Messina
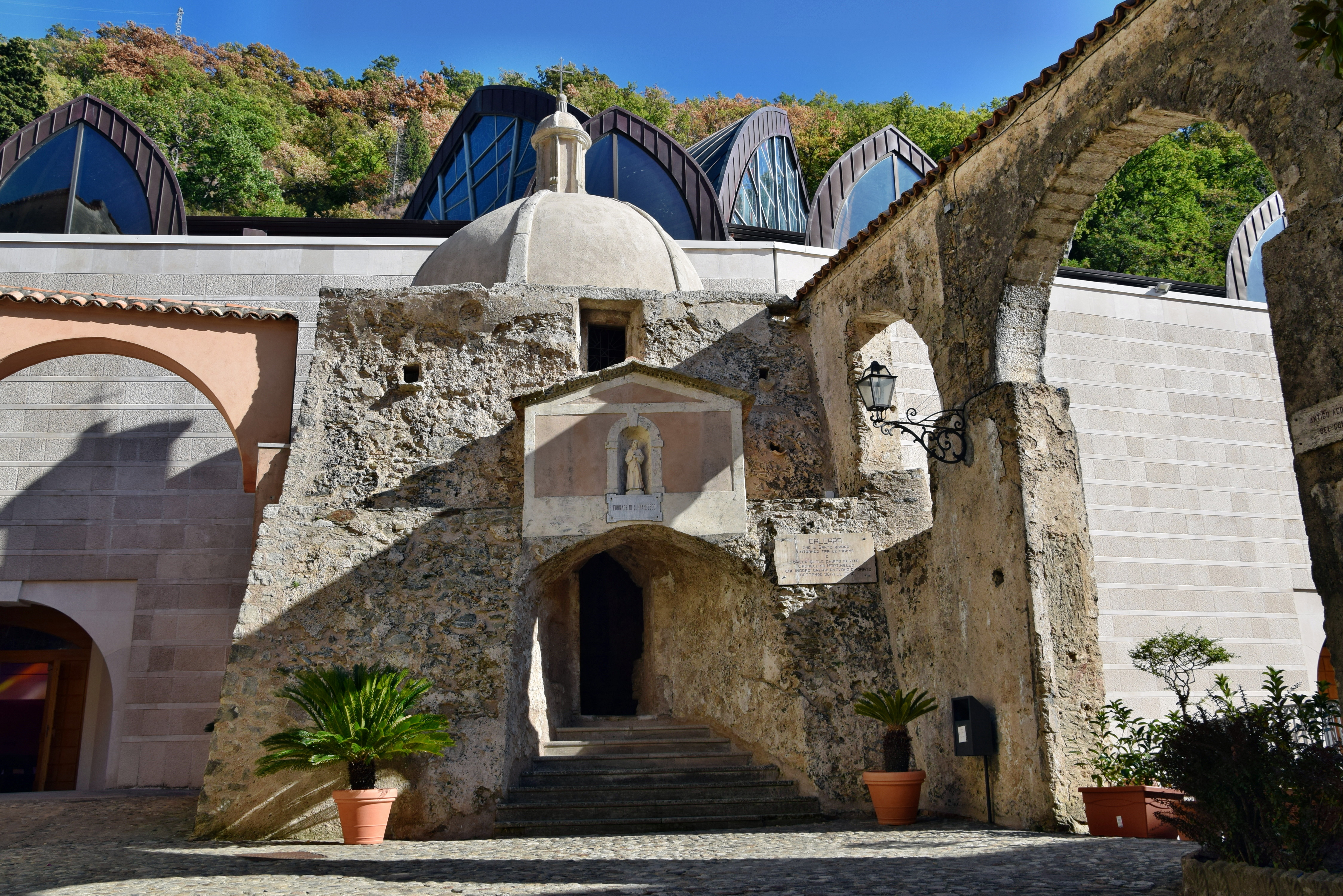
Horno
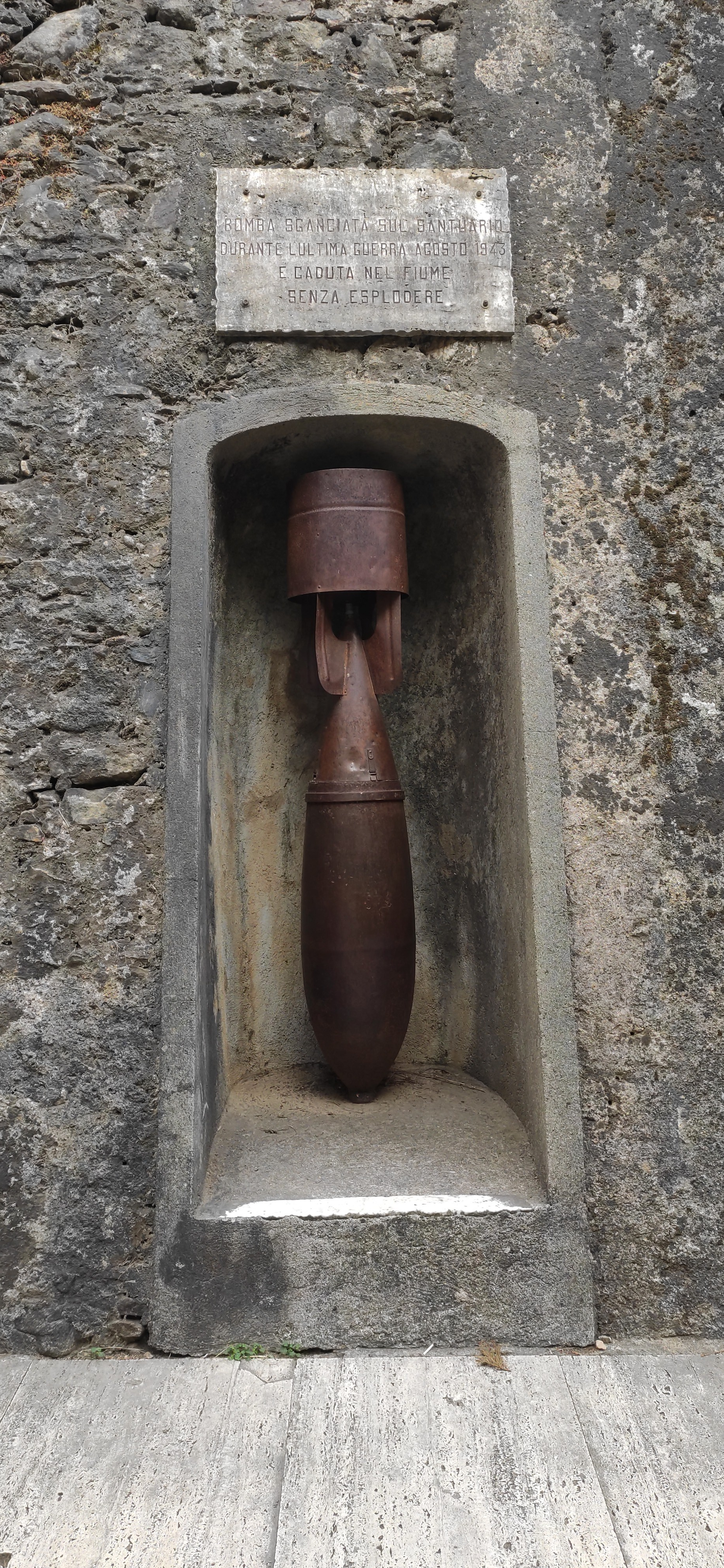
bomba sin explotar
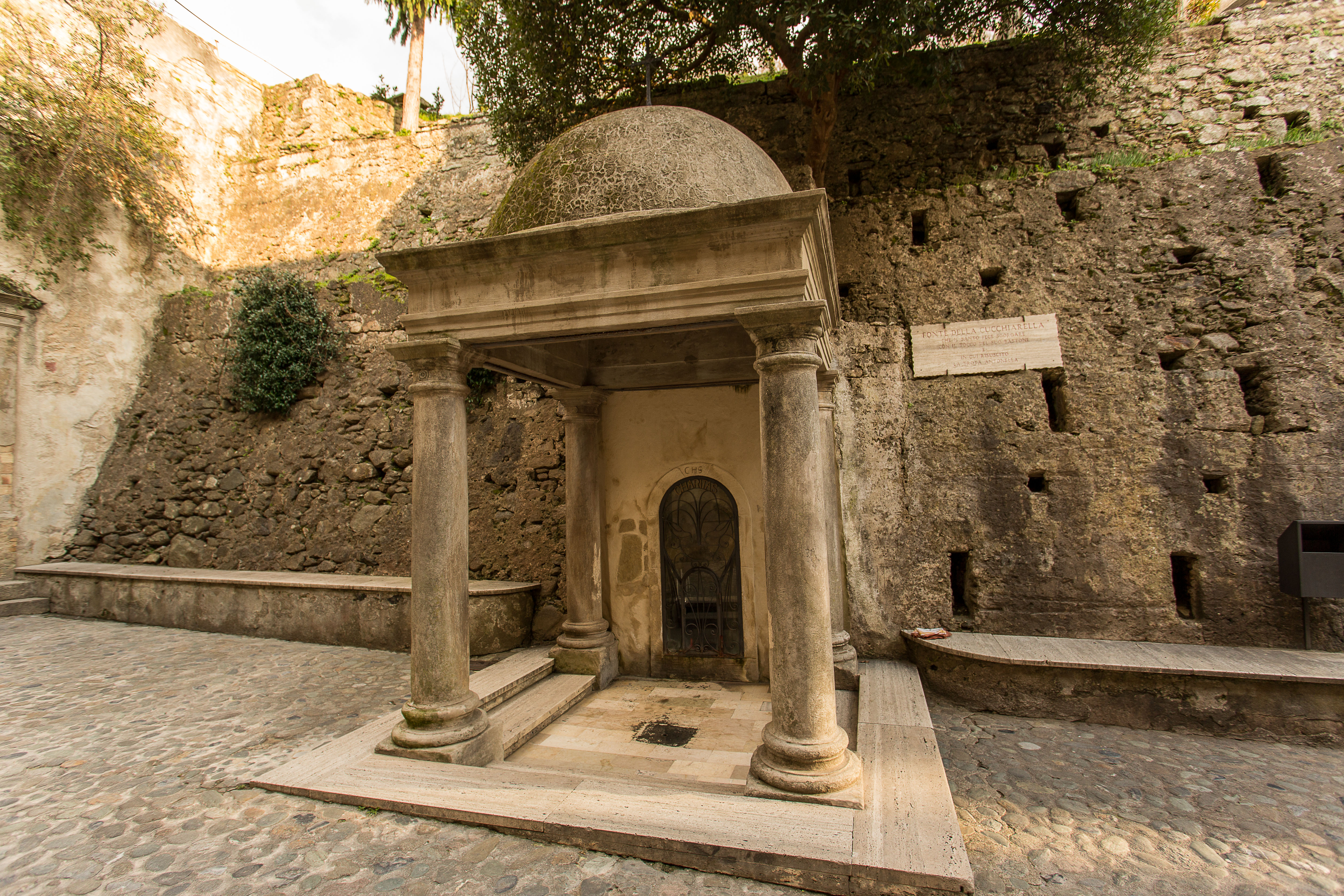
fuente de cuchara
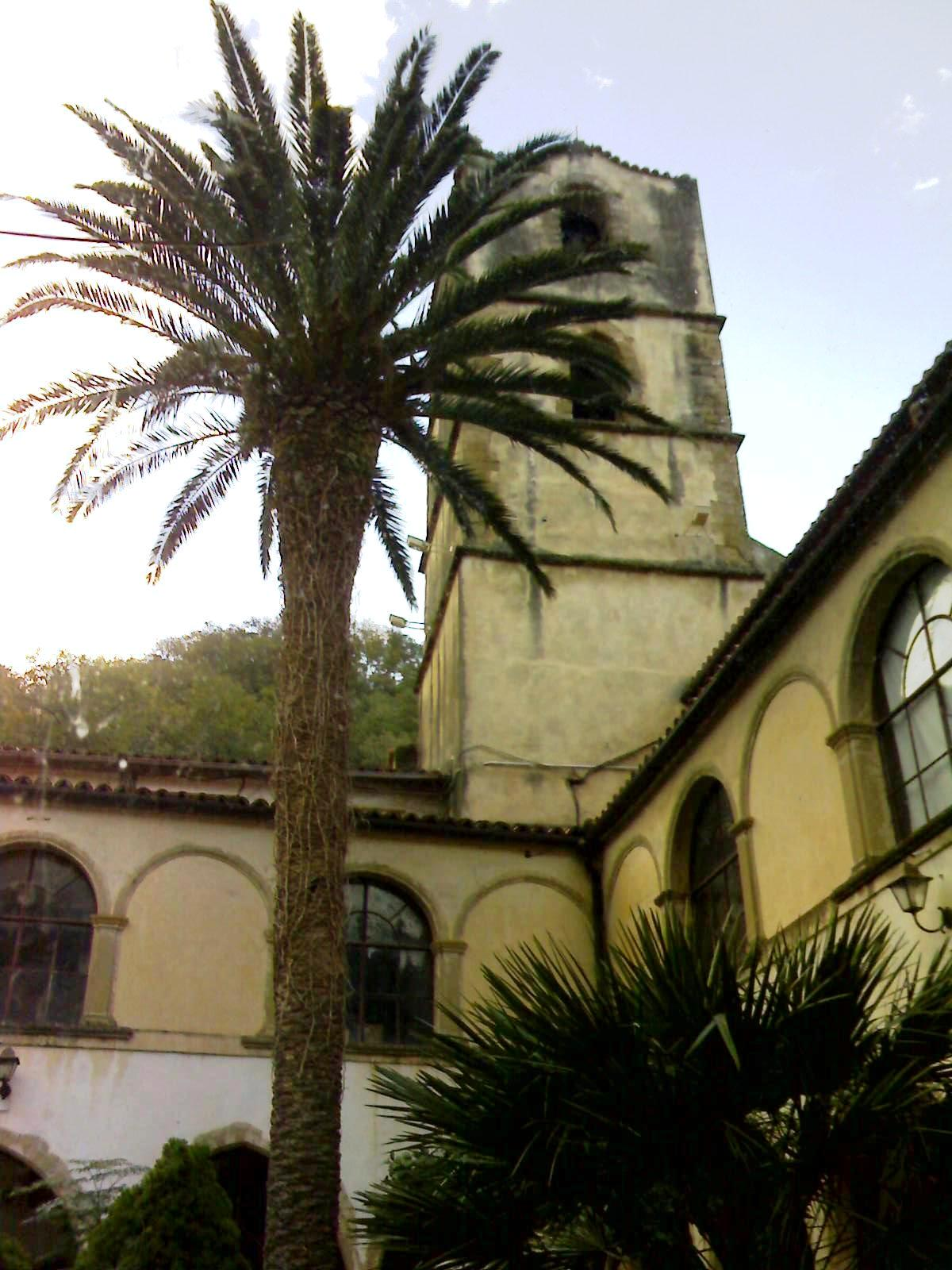
El campanario de la antigua basílica del santuario y la rosa
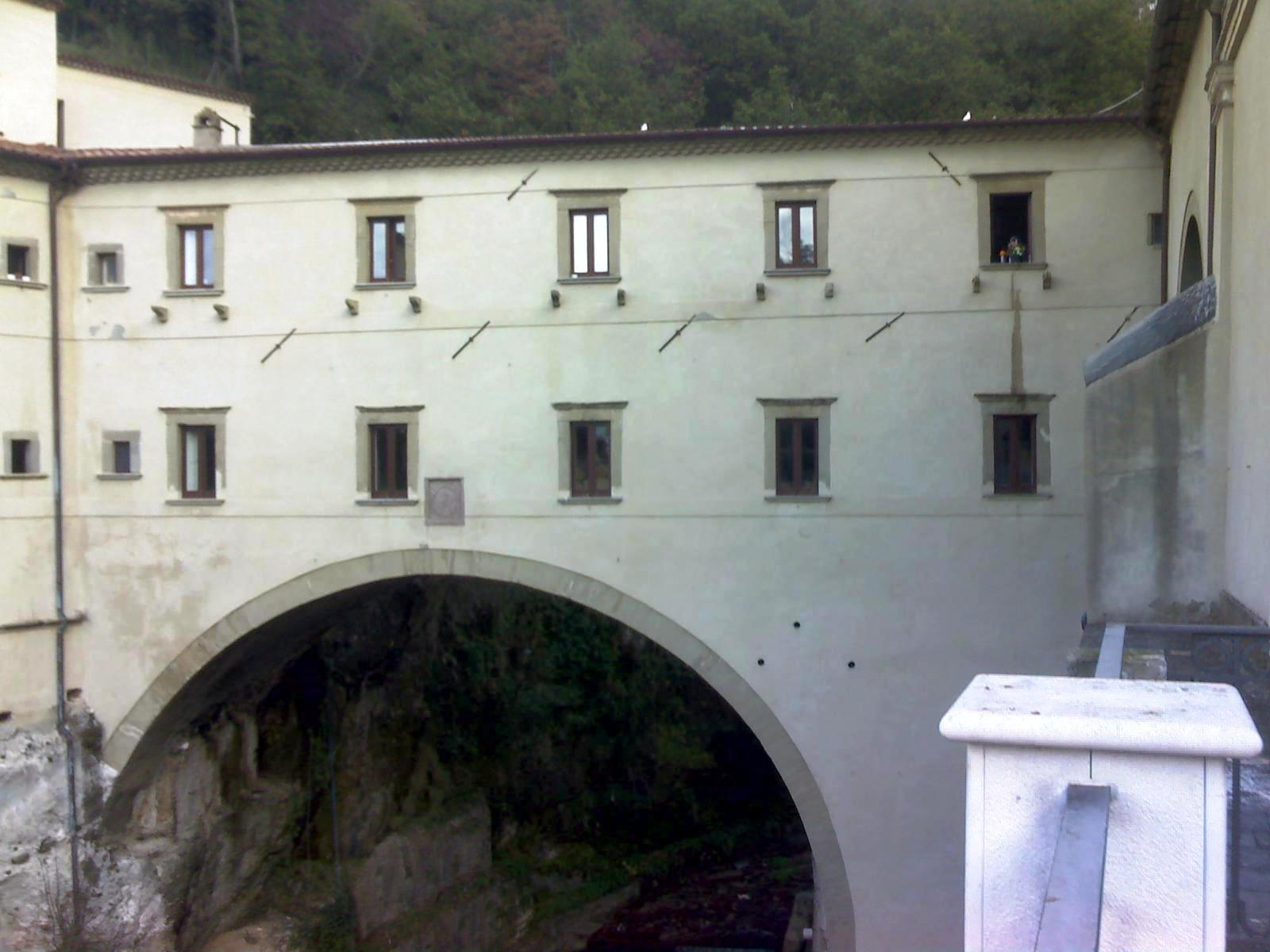
Puente que conecta el Colegio de los Menos Frailes con el santuario
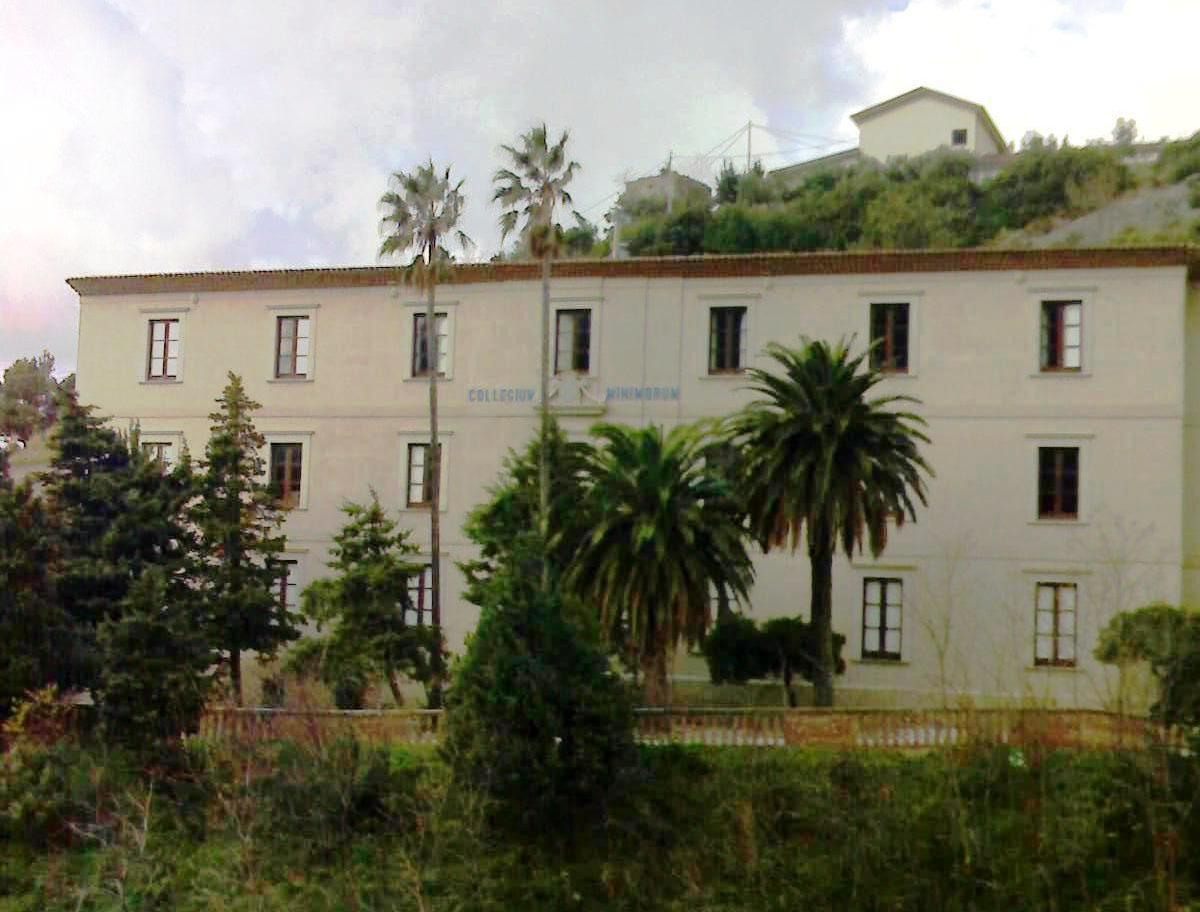
El colegio de los Frailes Mínimos, búsqueda del santuario
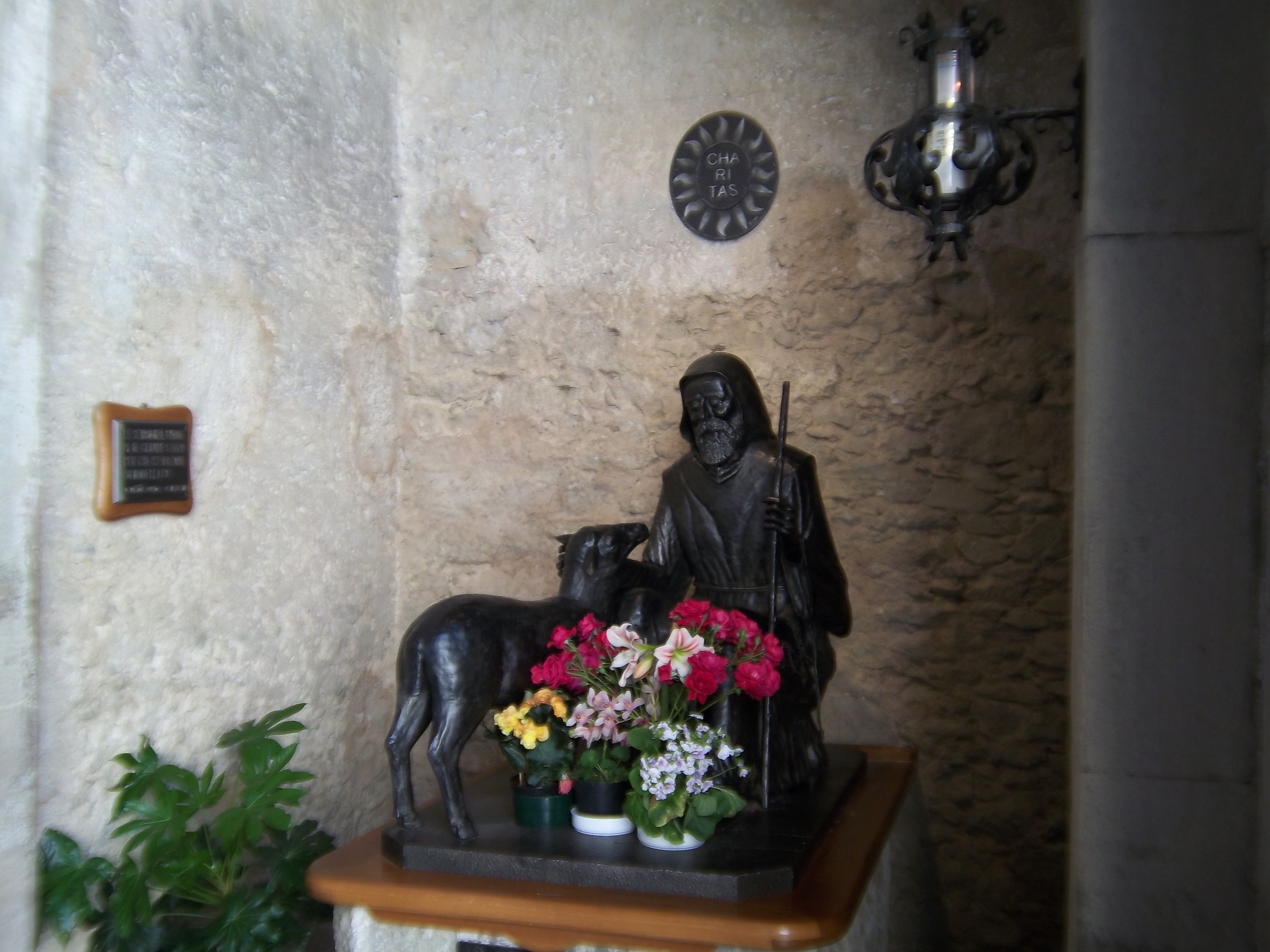
San Francisco de Paola con Martinello en su cuerda
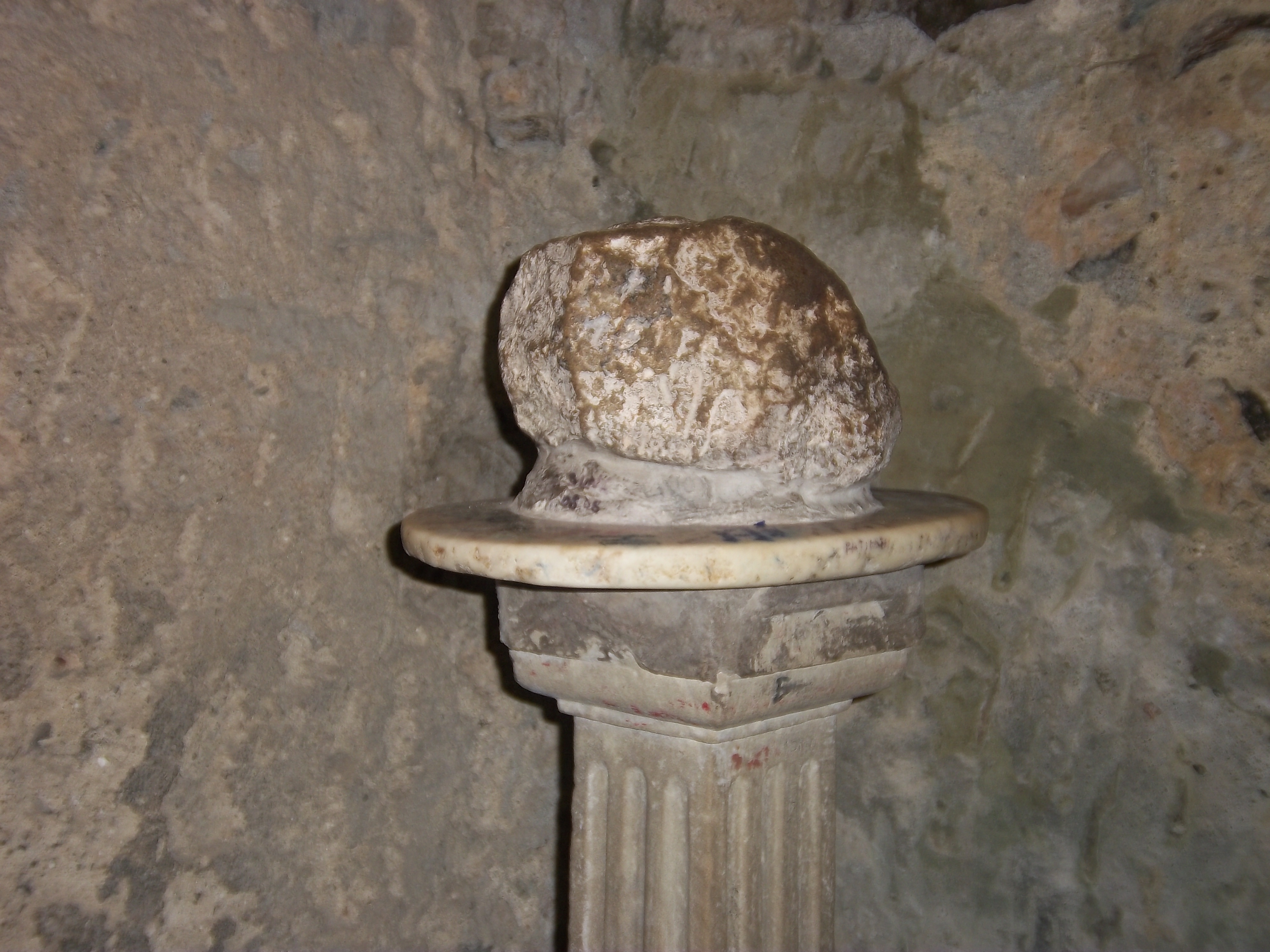
Piedra tocada por el santo situada en el interior de la ermita
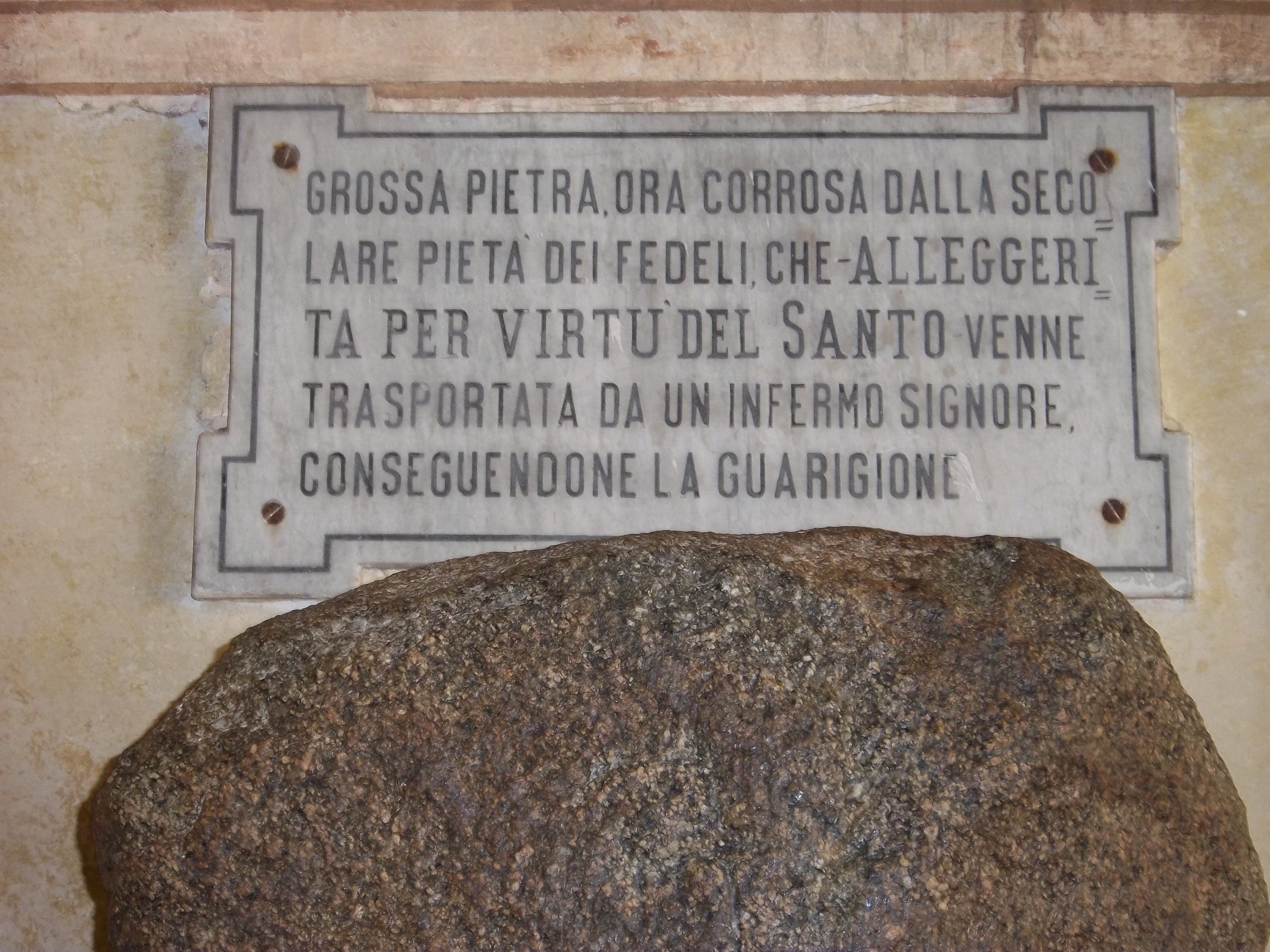
Gran piedra que fue tan bellamente elaborada por el santo.
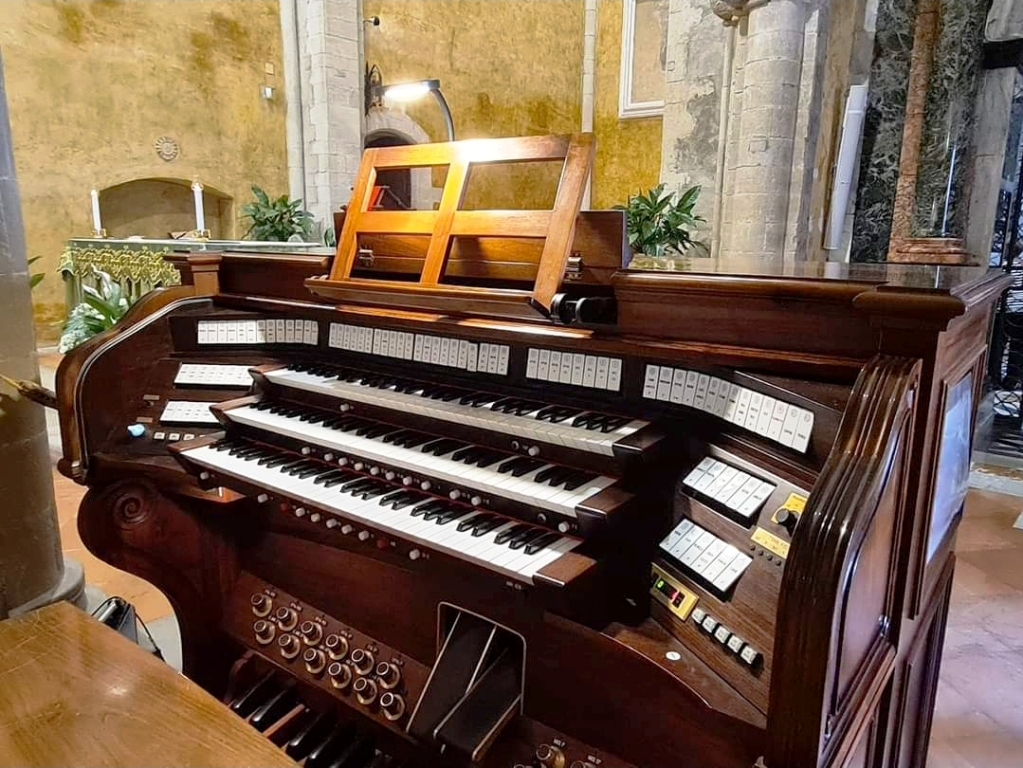
órgano mascioni

## Entradas relacionadas
- Paola (Italia)
- San Francisco de Paula
- Orden de mínimos* Basílica de Sant'Andrea delle Fratte (Roma)